# Уотервилл (тауншип, Миннесота)
Уотервилл (англ. Waterville) — тауншип в округе Ле-Сур, Миннесота, США. На 2000 год его население составило 742 человека.

## География
По данным Бюро переписи населения США площадь тауншипа составляет 87,5 км², из которых 78,7 км² занимает суша, а 8,8 км² — вода (10,07 %).

## Демография
По данным переписи населения 2000 года здесь находились 742 человека, 265 домохозяйств и 214 семей.  Плотность населения —  9,4 чел./км².  На территории тауншипа расположено 396 построек со средней плотностью 5,0 построек на один квадратный километр. Расовый состав населения: 98,38 % белых, 0,13 % афроамериканцев, 0,13 % коренных американцев, 0,27 % азиатов, 0,81 % — других рас США и 0,27 % приходится на две или более других рас. Испанцы или латиноамериканцы любой расы составляли 0,81 % от популяции тауншипа.
Из 265 домохозяйств в 35,1 % воспитывались дети до 18 лет, в 75,8 % проживали супружеские пары, в 1,9 % проживали незамужние женщины и в 19,2 % домохозяйств проживали несемейные люди. 15,5 % домохозяйств состояли из одного человека, при том 7,5 % из — одиноких пожилых людей старше 65 лет. Средний размер домохозяйства — 2,79, а семьи — 3,14 человека.
27,2 % населения младше 18 лет, 6,3 % в возрасте от 18 до 24 лет, 27,8 % от 25 до 44, 25,6 % от 45 до 64 и 13,1 % старше 65 лет. Средний возраст — 37 лет. На каждые 100 женщин приходилось 110,8 мужчин.  На каждые 100 женщин старше 18 приходилось 109,3 мужчин.
Средний годовой доход домохозяйства составлял 53 929 долларов, а средний годовой доход семьи —  59 000 долларов. Средний доход мужчин —  37 321  доллар, в то время как у женщин — 22 321. Доход на душу населения составил 19 604 доллара. За чертой бедности находились 1,8 % семей и 2,1 % всего населения тауншипа, из которых 3,0 % старше 65 лет.